# Ring Ring Ring
「Ring Ring Ring」（リン リン リン）は、1997年9月にリリースされた浅香唯（YUI名義）の23枚目のシングルである。

## 解説
- 4年半の休業を経て、レコード会社をマイカルハミングバードよりメルダック移籍。それに伴い、アーティスト名を“YUI”に変更し、その第1弾シングル。
- 1960年代のフィル・スペクターによる「ウォール・オブ・サウンド」を意識したポップス。意図的に少しこもった音で収録されている。
- ビデオクリップが製作され、商品化はされてはいなかったが、30周年記念コンプリートBOXのDVDに初めて収録された。
- 今作のプロモーションでテレビ出演した際に、ニュー・アルバムを製作中と語っていたが、現段階では発表されていない。
- この曲を引っ提げて、同年12月3日に復帰して初のライブが渋谷Egg-manで開催された。

## 収録曲
- 両楽曲共に、作詞：YUI／編曲：安田信二

1. Ring Ring Ring
作曲：安田信二
2. シュールリアクション
作曲：HALNEN

## 関連作品
- Ring Ring Ring
  - CRYSTALS 〜25th Anniversary Best〜
  - 浅香唯 30周年記念コンプリートBOX

- シュールリアクション
  - 浅香唯 30周年記念コンプリートBOX